# Smalltalk
Smalltalk-80, ou simplesmente Smalltalk, é uma linguagem de programação orientada a objeto dinamicamente tipada.
Em Smalltalk tudo é objeto: os números, as classes, os métodos, blocos de código, etc. Não há tipos primitivos, ao contrário de outras linguagens orientadas a objeto; strings, números e caracteres são implementados como classes em Smalltalk, por isso esta linguagem é considerada puramente orientada a objetos. Tecnicamente, todo elemento de Smalltalk é um objeto de primeira ordem.
Os programadores definem classes de objetos em suas aplicações para imitar (ou simular) o mundo real. Estas classes de objeto são organizadas hierarquicamente, de modo que seja possível fazer novos objetos com características de outros objetos, com poucas mudanças.
Smalltalk é relativamente fácil de aprender comparado a linguagens como C++ e ADA. O código-fonte Smalltalk é fácil de ler, o que o torna a linguagem de programação ideal para iniciantes.

## História
O Smalltalk evoluiu através de várias iterações. Do Smalltalk-71 (que parecia um pouco com o Logo) e Smalltalk-72 (na qual muitas das funcionalidades de mídia foram implementadas, da capacidade de desenhar até programas de música e linguagens de programação icônicas) para chegar no Smalltalk-76, que foi o primeiro Smalltalk moderno. Dan Ingalls foi o principal implementador nessa época, e o criador do Smalltalk-76. Ted Kaehler foi outro implementador do equipe original do Learning Research Group, desenvolvendo o sistema de música para o Smalltalk-72, uma versão da tartaruga do Logo para Smalltalk, além da estrutura de memória orientada a objetos.
O Smalltalk-80 foi lançado para computadores de diversas companhias (Hewlett-Packard, DEC, Apple, IBM, Tektronix) como um teste de portabilidade do ambiente. Foi implementado como um compilador de bytecode. O código era de fato compilado, porém não para a linguagem de máquina nativa do computador que executava aplicação e, sim, compilado para uma linguagem de máquina de um computador que não existia: a máquina virtual. A vantagem desse esquema que foi criado com o Smalltalk-80 é que ele tornou-se extremamente portável.
O Smalltalk-80 tornou-se um padrão para as diversas versões de Smalltalk. Depois disso, a Xerox resolveu criar uma empresa chamada ParcPlace para cuidar do desenvolvimento do Smalltalk, gerando novas versões como ObjectWorks e, posteriormente, VisualWorks. Outras versões foram criadas por outras companhias, tais como: Smalltalk/V da Digitalk e o SmalltalkAgents da Quasar; todos com sintaxe e estruturas semelhantes, porém o código da interface gráfica era radicalmente diferente.

## Sintaxe
A sintaxe de Smalltalk-80 é bastante diferente das linguagens tradicionais.
Ao invés do que é usado na maioria das linguagens tradicionais, em Smalltalk utiliza-se sempre a ordem <objeto recebedor> <mensagem>.
No exemplo abaixo, o método publish é formado de uma linha, onde se envia a mensagem show para o objeto Transcript, com o parâmetro Hello, world (que é um objeto).
```
publish

    
Transcript
 
show:
 
'Hello, world!'

```

## Polimorfismo
Em Smalltalk não há o Polimorfismo Universal Paramétrico nem o Ad-Hoc por Coerção. Sendo assim só há implementado o Universal por Inclusão e o Ad-Hoc por Sobrecarga.
Exemplos:
- Inclusão:

```
Numeros
 
subclass:
 
#Primos

 
instanceVariableNames:
 
''

 
classVariableNames:
 
''

 
poolDictionaries:
 
''

 
category:
 
'Numeros'

Initialize

 
super
 
initialize
.

verificaSeEPrimo:
 
temp
 
"a funcao isPrime ja existe na classe Integer"

 
Transcript
 
show:
 
temp
 
isPrime
.

imprime

 
Transcript
 
show:
'sobrescrevi o metodo imprime da classe pai(Numeros). Isso mostra que Smalltalk suporta

polimorfismo universal por inclusao'
.

```

- Sobrecarga:

```
Object
 
subclass:
 
#Numeros

 
instanceVariableNames:
 
'val'

 
classVariableNames:
 
''

 
poolDictionaries:
 
''

 
category:
 
'Numeros'

Initialize

 
super
 
initialize
.

 
val
 
:=
 
0
.

getVal

 
^
 
val
.

setVal:
 
aValor

 
val
 
:=
 
aValor
.

verificaSeEMembro:
 
aInteger

 
^
Transcript
 
show:
 
self
 
class
 
==
 
aInteger
 
class

imprime

 
Transcript
 
show:
 
val
.

imprime:
 
aValor

"temos aqui uma sobrecarga do metodo imprimir na mesma classe, o que prova que smalltalk suporta polimorfismo Ad-Hoc

por sobrecarga"

Transcript
 
show:
 
aValor
.

```

## Regras básicas da linguagem
- Tudo é representado como objetos. (De longe, a regra mais importante em Smalltalk).
- Toda computação é disparada pelo envio de mensagens. Uma mensagem é enviada para um objeto fazer alguma coisa.
- Quase todas as expressões são da forma <recebedor> <mensagem>.
- Mensagens fazem com que métodos sejam executados, sendo que o mapeamento de mensagens para métodos é determinado pelo objeto recebedor. Os métodos são as unidades de código em Smalltalk, equivalente a funções ou procedimentos em outras linguagens.
- Todo objeto é uma instância de alguma classe. 12 é uma instância da classe SmallInteger. 'abc' é uma instância da classe String. A classe determina o comportamento e os dados de suas instâncias.
- Toda classe tem uma classe mãe, exceto a classe Object. A classe mãe define os dados e comportamento que são herdados por suas classes filhas. A classe mãe é chamada de superclasse e suas filhas, subclasses.

## Exemplos de código

### Hello world
```
Transcript
 
show:
 
'Hello, world!!!'

```

### Número Perfeito
```
Integer
 
extend
 [

  
"Traduzido da versão em C"

  
isPerfectC
 [ 
|
tot
|
 
tot
 
:=
 
1
.

     (
2
 
to:
 (
self
 
sqrt
) 
+
 
1
) 
do:
 [ 
:
i
 
|

        (
self
 
rem:
 
i
) 
=
 
0

        
ifTrue:
 [ 
|
q
|

                  
tot
 
:=
 
tot
 
+
 
i
.

                  
q
 
:=
 
self
 
//
 
i
.

                  
q
 
>
 
i
 
ifTrue:
 [ 
tot
 
:=
 
tot
 
+
 
q
 ]
        ]
     ]
.

     
^
 
tot
 
=
 
self

  ]

  
"Outra maneira"

  
isPerfect
 [
     
^
 ( ( ( 
2
 
to:
 
self
 
//
 
2
 
+
 
1
) 
select:
 [ 
:
a
 
|
 (
self
 
rem:
 
a
) 
=
 
0
 ] )
         
inject:
 
1
 
into:
 [ 
:
a
 
:
b
 
|
 
a
 
+
 
b
 ] ) 
=
 
self

  ]
]
.

```

### Classes
```
Object
 
subclass:
 
#MessagePublisher

    
instanceVariableNames:
 
''

    
classVariableNames:
 
''

    
poolDictionaries:
 
''

    
category:
 
'Smalltalk Examples'

```

### Métodos
```
publish

    
Transcript
 
show:
 
'Hello, world!'

```

### Invocação
```
MessagePublisher
 
new
 
publish

```